# Liste der Monuments historiques in Saint-Senoux
Die Liste der Monuments historiques in Saint-Senoux führt die Monuments historiques in der französischen Gemeinde Saint-Senoux auf.

## Liste der Objekte
| Bezeichnung                                           | Beschreibung                                           | Standort                                | Kennzeichnung | Schutzstatus | Datum | Bild           |
| ----------------------------------------------------- | ------------------------------------------------------ | --------------------------------------- | ------------- | ------------ | ----- | -------------- |
| Skulpturengruppe Saint Dominique terrassant l’hérésie | Holz, polchrom gefasst, 16. Jahrhundert                | in der Kirche St-Abdon-St-Sennen (Lage) | PM35000946    | Classé       | 1997  | weitere Bilder |
| Skulptur des heiligen Nikolaus                        | Holz, polychrom gefasst, 18. Jahrhundert               | in der Kirche St-Abdon-St-Sennen (Lage) | PM35002764    | Inscrit      | 1997  |                |
| Skulptur (?)                                          | Holz, polychrom gefasst und vergoldet, 18. Jahrhundert | in der Kirche St-Abdon-St-Sennen (Lage) | PM35002765    | Inscrit      | 1997  |                |